# The Omen (Jerry Goldsmith)
The Omen is de originele soundtrack, gecomponeerd door Jerry Goldsmith voor de film The Omen uit 1976 van Richard Donner. Het album werd uitgebracht in 1976 door Tattoo Records.
De partituur werd uitgevoerd door het National Philharmonic Orchestra onder leiding van Lionel Newman.
Goldsmith schreef naast de filmmuziek (waarvoor hij zijn enige Oscar ontving) ook het het themalied van de film "Ave Satani". De soundtrack bevat een sterk koorsegment, met een onheilspellende Latijnse zang.
Goldsmiths ideeën ontstonden volgens hem wat hij ooit zei in een interview: "Ik hoorde koorstemmen in mijn hoofd na zien van de film". Hij ontwikkelde dit idee van het Latijnse koor, met hulp van Newman.
Een uitgebreide uitgave werd door Varèse Sarabande uitgebracht in 2001 als The Deluxe Edition en in 2016 als 40th Anniversary Edition.

## Tracklijst
Alle muziek is geschreven door Jerry Goldsmith, tenzij anders aangegeven.
| 1.                 | Ave Satani                                                                                           | 2:32 |
| 2.                 | The New Ambassador                                                                                   | 2:33 |
| 3.                 | The Killer Storm                                                                                     | 2:51 |
| 4.                 | A Sad Message                                                                                        | 1:42 |
| 5.                 | The Demise of Mrs. Baylock                                                                           | 2:52 |
| 6.                 | Don't Let Him                                                                                        | 2:48 |
| 7.                 | The Piper Dreams – Carol Heather Goldsmith (tekst: Carol Heather Goldsmith; muziek: Jerry Goldsmith) | 2:39 |
| 8.                 | The Fall                                                                                             | 3:42 |
| 9.                 | Safari Park                                                                                          | 2:04 |
| 10.                | The Dogs Attack                                                                                      | 5:50 |
| 11.                | The Homecoming                                                                                       | 2:43 |
| 12.                | The Altar                                                                                            | 2:00 |
| Totale duur: 34:17 | |      |

| 1.                 | Ave Satani                                                                                           | 2:35 |
| 2.                 | On This Night                                                                                        | 2:36 |
| 3.                 | The New Ambassador                                                                                   | 2:34 |
| 4.                 | Where Is He?                                                                                         | 0:56 |
| 5.                 | I Was There                                                                                          | 2:27 |
| 6.                 | Broken Vows                                                                                          | 2:12 |
| 7.                 | Safari Park                                                                                          | 3:24 |
| 8.                 | A Doctor, Please                                                                                     | 1:44 |
| 9.                 | The Killer Storm                                                                                     | 2:54 |
| 10.                | The Fall                                                                                             | 3:45 |
| 11.                | Don't Let Him                                                                                        | 2:49 |
| 12.                | The Day He Died                                                                                      | 2:14 |
| 13.                | The Dogs Attack                                                                                      | 5:54 |
| 14.                | A Sad Message                                                                                        | 1:44 |
| 15.                | Beheaded                                                                                             | 1:49 |
| 16.                | The Bed                                                                                              | 1:08 |
| 17.                | 666                                                                                                  | 0:44 |
| 18.                | The Demise of Mrs. Baylock                                                                           | 2:54 |
| 19.                | The Altar                                                                                            | 2:07 |
| 20.                | The Piper Dreams – Carol Heather Goldsmith (tekst: Carol Heather Goldsmith; muziek: Jerry Goldsmith) | 2:41 |
| Totale duur: 49:11 | |      |

| 1.                 | Ave Satani                                                                                           | 2:34  |
| 2.                 | On This Night                                                                                        | 2:35  |
| 3.                 | The New Ambassador                                                                                   | 2:35  |
| 4.                 | Where Is He?                                                                                         | 0:55  |
| 5.                 | Fatal Fall/It's All For You                                                                          | 0:42  |
| 6.                 | The Dog                                                                                              | 0:24  |
| 7.                 | I Was There                                                                                          | 2:24  |
| 8.                 | Have No Fear                                                                                         | 0:36  |
| 9.                 | Broken Vows                                                                                          | 2:12  |
| 10.                | Safari Park                                                                                          | 3:21  |
| 11.                | A Doctor, Please                                                                                     | 1:43  |
| 12.                | She'll Die                                                                                           | 1:43  |
| 13.                | The Killer Storm                                                                                     | 2:55  |
| 14.                | The Fall                                                                                             | 3:45  |
| 15.                | Don't Let Him                                                                                        | 2:48  |
| 16.                | The Day He Died                                                                                      | 2:14  |
| 17.                | Father Spiletto                                                                                      | 1:09  |
| 18.                | The Dogs Attack                                                                                      | 5:53  |
| 19.                | Mother's Death                                                                                       | 0:48  |
| 20.                | A Sad Message                                                                                        | 1:44  |
| 21.                | Beheaded                                                                                             | 1:48  |
| 22.                | The Bed                                                                                              | 1:08  |
| 23.                | 666                                                                                                  | 0:46  |
| 24.                | The Demise of Mrs. Baylock                                                                           | 2:54  |
| 25.                | The Altar                                                                                            | 2:04  |
| 26.                | The Piper Dreams – Carol Heather Goldsmith (tekst: Carol Heather Goldsmith; muziek: Jerry Goldsmith) | 2:39  |
| 27.                | The Omen Suite – Tenerife Film Orchestra met dirigent Diego Navarro (bonustrack)                     | 10:52 |
| Totale duur: 65:11 | |       |

## Prijzen en nominaties
| Jaar | Prijs                   | Categorie                                                                       | Genomineerde(n)                    | Uitslag     |
| ---- | ----------------------- | ------------------------------------------------------------------------------- | ---------------------------------- | ----------- |
| 1977 | Academy Awards (Oscars) | Beste originele muziek                                                          | Jerry Goldsmith                    | Gewonnen    |
| 1977 | Academy Awards (Oscars) | Beste originele nummer                                                          | Jerry Goldsmith, voor "Ave Satani" | Genomineerd |
| 1977 | Grammy Awards           | Best Album of Original Score Written for a Motion Picture or Television Special | Jerry Goldsmith                    | Genomineerd |